# Historia natural y moral de las Indias
Esta obra del jesuita José de Acosta se publicó primero en latín bajo el título De natvra nobi orbis libri dvo, et de promvlgatione evangelii apud barbaros sive de procvranda indorvm salvte, libri sex en el año de 1589 en Salamanca por Guillermo Foquel, es una edición en octavo con diez páginas preliminares.

## Contenido de la obra
Está conformada por siete libros, mismos que se pueden dividir entre los dedicados a la naturaleza y a la moral.
Lo referente a la naturaleza se encuentra en los libros I al IV, en ellos aborda temas cosmográficos, biológicos, botánicos y geográficos. Lo relativo a lo moral lo engloba en los libros V al VII, en los que trata temas religiosos, políticos e históricos, pues en el último libro narra la historia antigua de los mexicanos. Es por este libro que lo consideraron "plagiario", pero hay quienes se han dado a la tarea de demostrar que más que utilizar las ideas en concreto de Diego Durán, la información que se encuentra en el libro VII de la obra de Acosta, al igual que la del dominico, la obtuvo de un documento hasta ahora perdido.
También hay que considerar que una de las razones por las que no puede ser llamado "plagio" lo que ocurre con esta obra es porque para los años en que se publicó no existían los derechos de autor.

## Publicaciones

### Ediciones en castellano

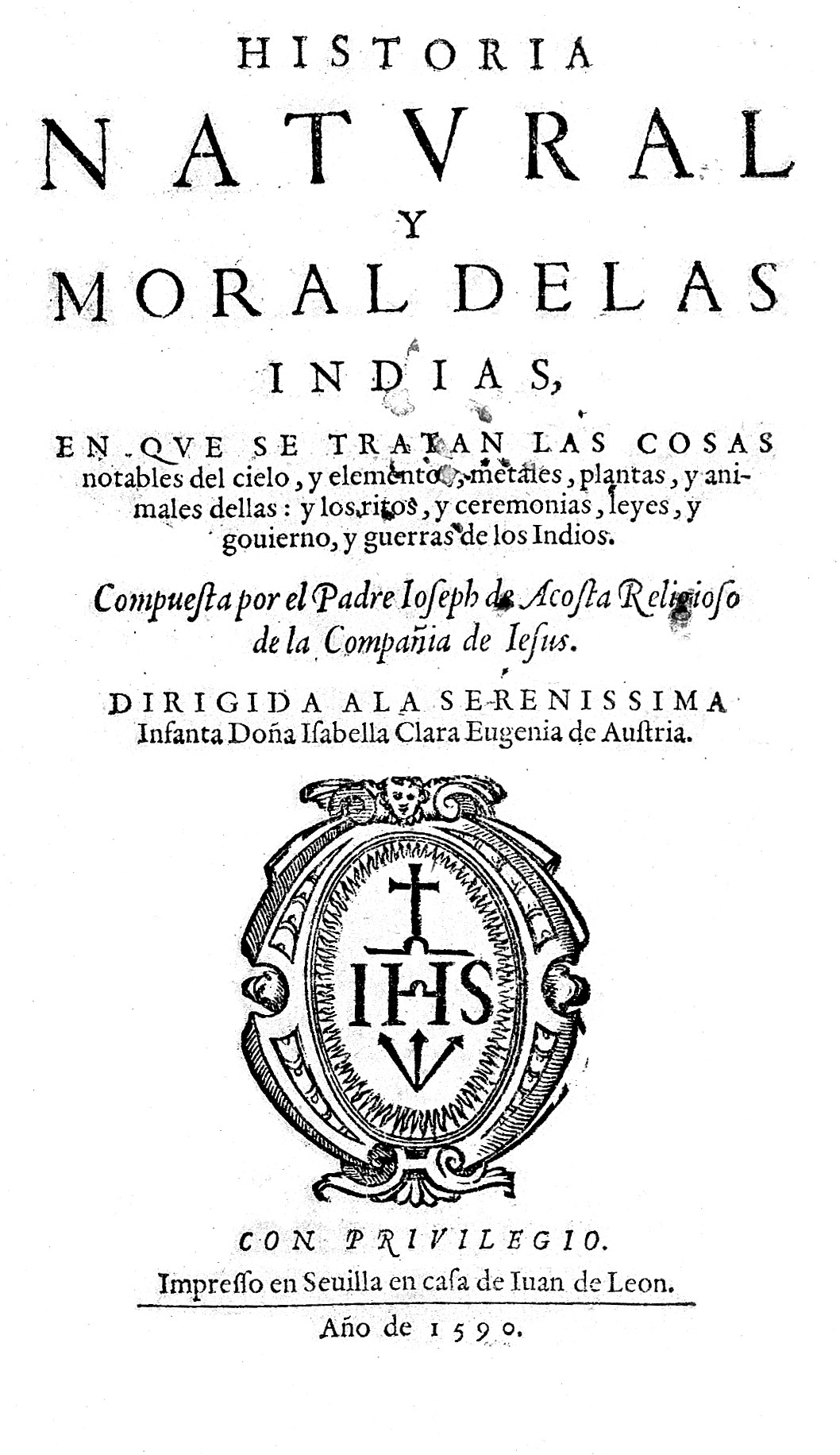
José de Acosta, Historia natural y moral de las Indias, Sevilla, Juan de León (impresor), 1590.

La obra apareció en castellano por primera vez en el año de 1590 en Sevilla en la imprenta de Juan de León, la dedicó a la infanta Isabel Clara Eugenia. Cuenta con el privilegio de 10 años que se concedió el 10 de mayo de 1589, así como con la aprobación eclesiástica del Provincial de la Compañía de Jesús; Gonzalo Dávila, quien la dio el 11 de abril de 1589.
La segunda edición se publicó en 1591 en Barcelona por Lelio Marino “Veneciano”, esta edición cuenta no sólo con la aprobación eclesiástica del rovincial de la orden, sino también con la del obispo de Barcelona; Juan Dimas Loris, y de fray Salvator Pons. Está dedicada a Enrique de Cardona, gobernador del principado de Cataluña, la dedicatoria la firmó el mismo impresor, fue una edición en octavo.
La tercera edición se imprimió en el año de 1608 en Madrid, estuvo a cargo de ella Juan Berrillo. En la tasa se encuentra que el precio de esta edición era de tres maravedíes por pliego y se autorizó esta cantidad el 9 de julio de 1608. La licencia fue concedida el 9 de febrero de 1601 pero se publicó siete años después, cuenta con la aprobación eclesiástica que se le dio al autor de la obra en 1589. En la portada de esta edición se encuentra que los interesados en la obra la podían adquirir en la casa de Alonso Martín.
La cuarta edición vio la luz en 1610, de ésta no se conserva algún ejemplar, se sabe de ella a través de los prólogos que escribieron editores de la misma obra tiempo después. Se sabe que se imprimió en Madrid y que el formato era en cuarto, sin embargo hace falta información del editor.
Se dice que una quinta edición apareció en 1752 aunque no se tiene ningún ejemplar. La sexta se publicó en 1792 en Madrid por Pantaleón Aznar. Ésta cuenta con un prólogo del editor que proporciona información interesante con respecto a otras ediciones, pues dice los formatos de cada una, así como las traducciones de la obra, quienes las hicieron, el lugar y el año de publicación. Esta edición cuenta con índice y los versículos de la Sagrada Escritura y consta de dos tomos.
En 1894 apareció una reimpresión de la primera edición en castellano de la obra, quien estuvo a cargo fue Ramón Anglés. En ella se encuentra un prólogo que también describe otras ediciones y las traducciones de la obra, así como quienes las hicieron. A diferencia de la de Pantaleón Aznar, no dice los lugares donde se imprimieron las traducciones. Consta de dos tomos.
En 1940, Edmundo O’Gorman preparó una edición con prólogo, notas al pie de página y apéndices, además modificó la ortografía, lo que implica una manera diferente de leer este texto.

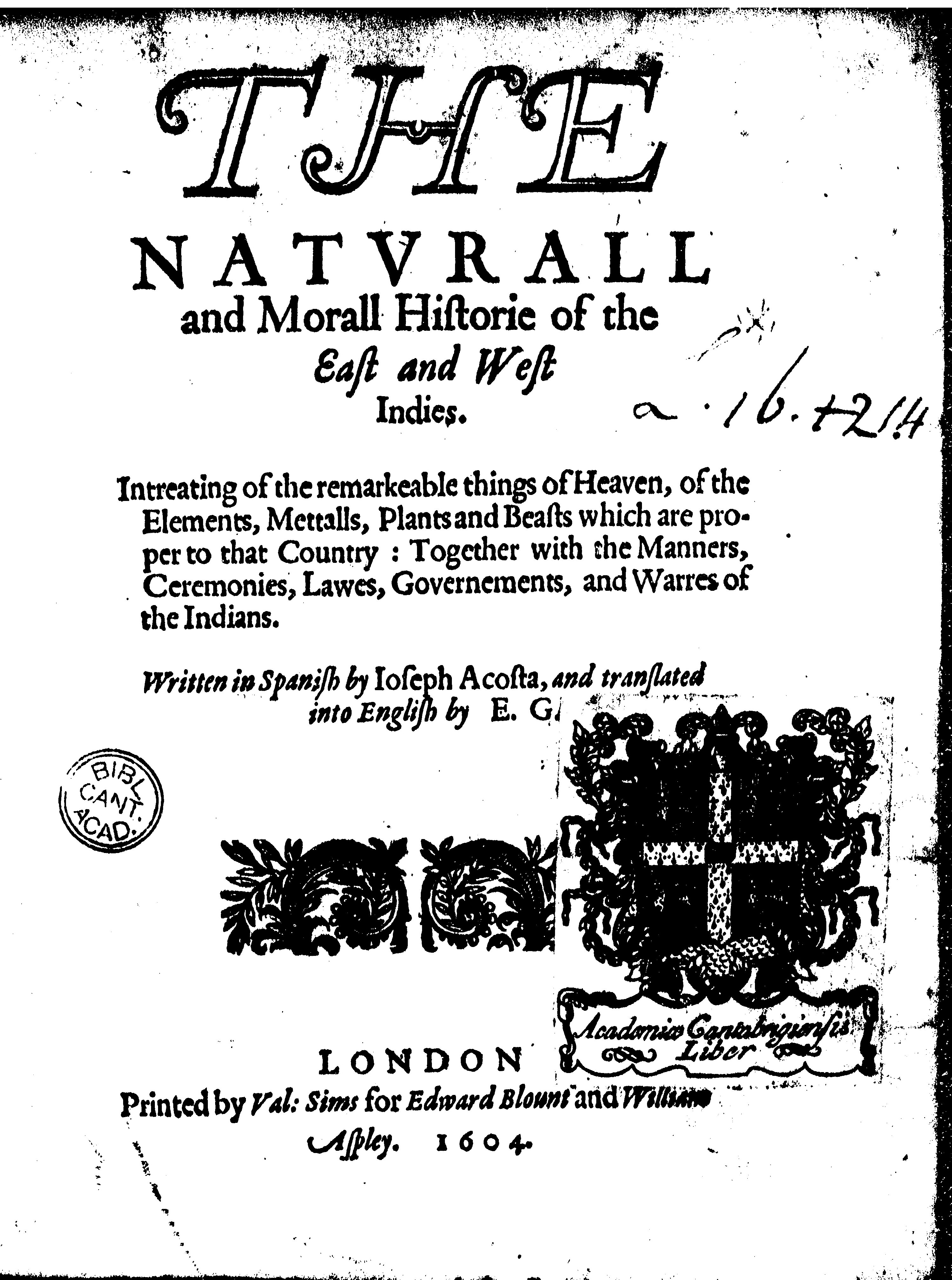
José de Acosta, The natural and moral historie of the East and West Indies, traducción de Edward Grimstone, Londres, Edward Blount y William Aspley, 1604.

### Traducciones de la obra.
Gracias al prólogo de Ramón Anglés que hizo para la reimpresión de 1894 se tiene noticia que en 1595 existió una edición en latín que se publicó en 1595 en Salamanca y el formato era en octavo, sin embargo no se encuentra un ejemplar para constatar esto.
Pantaleón Aznar refiere en su prólogo de 1792 que hubo dos traducciones en latín, una por parte de Teodoro de Brii y otra de Juan Hugo Lischot que introdujeron en obras que trataban sobre viajes, en el caso del primer traductor no refiere la obra, pero del segundo dice que apareció en la obra francesa Des grands voyageurs.
En 1596 en Venecia el impresor Bernardo Basa publicó la traducción que hizo Paolo Galucci Solodiano de la obra de Joseph de Acosta en italiano. El traductor dedicó la obra a Giovan Martino y tenía privilegio.
En 1604 los impresores Edward Blount y William Aspley publicaron en Londres la traducción en inglés de Edward Grimstone, que se dedicó a Robert Cicill, barón de Efsingden. Su formato era en folio.
Se tiene noticia que también existió una traducción al francés hecha por Robert Regnault y se publicó en París en 1598 y una reimpresión en 1608, que el formato era en octavo. La traducción al alemán la hizo Gotardo Artus Dantzig, se publicó en Fráncfort en 1617 y el formato fue en folio. La traducción al flamenco la realizó Juan Hugo Luischat y fue una edición en cuarto, no se sabe el lugar y ni el año en que se publicó.

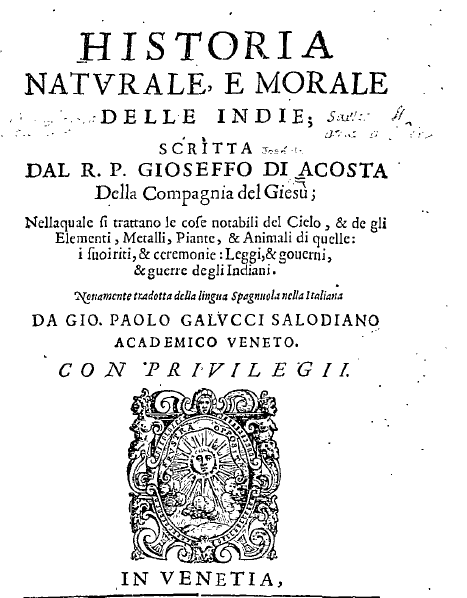
José de Acosta, Historia natural e morale delle India traducción de Paolo Galucci Solodiano, Venecia, Bernardo Basa, 1596.